# Psychotria purdiaei
Psychotria purdiaei är en måreväxtart som beskrevs av Ignatz Urban. Psychotria purdiaei ingår i släktet Psychotria och familjen måreväxter. Inga underarter finns listade i Catalogue of Life.